# Георгий VIII Гуриели
Георгий VIII Гуриели (груз. გიორგი  გურიელი; ум. 1726) — князь Гурии под именем Георгия IV (1711, 1714—1716, 1716—1726), царь Имеретии под именем Георгия VIII (1716, 1720), старший сын князя Гурии и царя Имеретии Мамии III Гуриели (ум. 1714).

## Биография
В 1711 году князь Мамия Гуриели, в очередной раз занявший царский трон в Имеретии, утвердил своего сына Георгия на княжеском троне в Гурии. В том же 1712 году Георгий Гуриели вынужден был уступить княжеский престол своему отцу Мамии Гуриели, изгнанному из Имеретии. В январе 1714 года после смерти своего отца Мамии Георгий Гуриели вторично занял гурийский престол.
В 1716 году вельможи Бежан Дадиани и Зураб Абашидзе, недовольные правлением имеретинского царя Георгия VII, призвали ахалцихского пашу Аслану свергнуть царя и посадить на престол Георгия Гуриели. Аслан-паша с турецкой армией вторгся в Имеретию. Царь Георгий VII не смог противостоять турками и бежал из столицы в Рачу. Турки стали в Квацихе и стояли там месяц, потом отступили и стали в Кутаиси. Между тем царь с войском спустился из Рачи в Свимонети. Узнав об этом, ахалцихский паша выступил на Свимонети. В битве царь Имеретии был разгромлен, погибли многие рачинцы. Сам царь отступил в Картли, а паша вновь стал в Кутаиси. Князь Георгий Гуриели был доставлен в Кутаиси и провозглашен новым царем Имеретии. Аслан-паша вернулся в Ахалцих.
Через три месяца правления Георгий Гуриели уехал из Кутаиси в Гурию. Князья Дадиани, Эристави и Абашидзе разделили между собой Имеретию. Вскоре Георгий Гуриели был свергнут с княжеского трона своей матерью Еленой, которая привела из монастыря своего сына Кайхосро и объявила его князем Гурии. Елена взятками привлекла на свою сторону Дадиани, Эристави и Абашидзе, которые разорили Гурию. Георгий Гуриели вынужден был бежать в Ахалцихе. Вскоре туда прибыл из Имеретии и царь Георгий VII. Бывшие противники помирились и породнились. Тамара Гуриели, дочь Мамии Гуриели и сестра Георгия Гуриели, вышла замуж за царя Георгия. Из-за взаимной вражды ахалцихский паша Аслан-паша и атабег Самцхе Исак-паша не смогли помочь царю Георгию и князю Георгию Гуриели. Тогда они отправились в Стамбул. По пути в Эрзуруме эрзурумский паша дал Георгию Гуриели войско.
В 1717 году Георгий Гуриели с турецким войском захватил Гурию, откуда изгнал свою мать Елену с сыновьями. Имеретинский царь Георгий VII отправился в Стамбул. Гурийские вельможи были недовольны возвращением Георгия Гуриели и призвали на помощь князя Бежана Дадиани. Дадиани с войском вторгся в Гурию и разорил её. Вначале Георгий Гуриели бежал в Батуми, но после отступления Бежана Дадиани вернулся в Гурию. Затем Георгий Гуриели примирился с Бежаном Дадиани. Из Стамбула в Ахалцихе вернулся имеретинский царь Георгий VII. Ахалцихский паша Исак-паша по указу султана предоставил ему войско.
В августе 1719 году царь Георгий VII с турецкой армией вступил в Имеретию и занял Кутаиси. Его противники (Дадиани, Эристави и Абашидзе) собрались в Окрибе и отказались признать Георгия законным царем. Тогда Георгий с турками двинулся на Окрибу. Бежан Дадиани и Зураб Абашидзе бежали в Одиши, а Эристави — в Рачу. Турки перебили много грузин и опустошили Окрибу. Затем турки-османы выступили на Одиши, где находился Бежан Дадиани. Однако Дадиани при помощи большой взятки убедил турок отказаться от осады. Имеретинский царь Георгий вернулся в Кутаиси и заключил мир с князьями Дадиани, Эристави и Абашидзе, отпустив турок домой.
В феврале 1720 года в Тхвисской крепости князь Симон Абашидзе коварно заманил и умертвил имеретинского царя Георгия VII. Союзники (князья Абашидзе, Эристави и Дадиани) вновь разделили между собой Имеретию.
В 1726 году князь Гурии Георгий Гуриели скончался. Ему наследовал старший сын Мамия IV Гуриели (1726—1744).